# Tom Fernández
Tom Fernández (Oviedo, Astúries, 1971) és un escriptor, guionista i director de cinema espanyol que ha treballat per a nombroses sèries televisives espanyoles i escrit diversos guions i llibres, molts d'ells de literatura infantil.

## Biografia
Tom Fernández va néixer a Oviedo, capital de Astúries, si bé es troba molt unit amb el món rural de la seva terra, especialment amb Moreda, terra del seu pare. Això determina clarament les seves preferències creatives, triant temàtiques i escenaris d'aquest entorn per als seus projectes més personals.

## Obra
Interessat per la lectura i l'escriptura des de la infància, de jove es va traslladar a Madrid per a treballar com a guionista. Va començar fent-ho per a la coneguda sèrie televisiva Siete vidas, de la productora Globomedia. Durant aquest època va conèixer a Javier Cámara, amb el qual li uneix una bona relació i al qual ha triat com a protagonista en les seves pel·lícules més personals, la primera d'elles La torre de Suso. També va rodar amb ell ¿Para qué sirve un oso? a Teverga i Somiedo camb un gran protagonisme dels paisatges i la tranquil·litat de la seva Astúries.
Dins de la seva faceta com a guionista ha treballat en altres sèries de televisió espanyoles com A medias, de la productora Qüid TV, o El chiringuito de Pepe, i també ha escrit diversos episodis pel programa 7 zoes de la televisió grega.
Tom Fernández també ha dirigit diversos documentals, com Transhumancia, també realitzat a Somiedo. L'any 2012, realitzant un d'ells a Mali, sobre la malària, es va trobar enmig d'un cop d'estat que el va retenir sense poder moure's de la localitat de Koulikoro, al costat d'altres tres cooperants espanyols.
En 2002 Tom Fernández va fer la seva primera incursió en el món del teatre dirigint i escrivint el llibret de l'obra Madre no hay más que una.

## Curtmetratges
- 1995. Los huracanes, el surf y los Sioux.
- 2004. El pozu[5]
- 2012. Porque eres masovera, rodada a la província de Terol l'any 2009 i en la qual van participar els habitants de les dues localitats triades (Alcorisa i La Mata de los Olmos). Segon Premi en el concurs de curtmetratges de Cinema Rural de Dos Torres (Còrdova). Guió de Jaime Izquierdo[6][7]

## Llargmetratges
- 2007. La torre de Suso, que va obtenir tres nominacions per al Premi Goya, entre elles la de millor director novell.
- 2011. ¿Para qué sirve un oso?, per la qual va obtenir el premi a millor director en el Festival de Màlaga. La cinta, al seu torn, va aconseguir el premi a la millor actriu de repartiment per a Geraldine Chaplin i a millor muntatge per Ángel Hernández Zoido[8]
- 2014. Pancho, el perro millonario, pel·lícula i guió realitzats per encàrrec.[9]

## Llibres
- 2010. La diferencia entre un fantasma y un espectro (Editorial Anaya)
- 2011. El niño que no quería ser niño (Editorial Anaya)[10]

## Premis
- 1997. Premi al millor curtometratge al Concurs Art Nalón 1997.
- 2007. La torre de Suso, tres nominacions als Premis Goya.
- 2011. Premi a millor director espanyol en el Festival de Màlaga pel seu llargmetratge ¿Para qué sirve un oso?
- 2012. Segon Premi en el concurs de curtmetratges de Cinema Rural de Dos Torres (Còrdova), per la seva pel·lícula Porque eres masovera. Guió de Jaime Izquierdo